# Петрово (Сафоновский район)
Петрово — деревня в Сафоновском районе Смоленской области России. Население — 56 жителей (2007 год) . Расположена в центральной части области в 1,5 км к юго-востоку от города Сафонова, в 9 км южнее автодороги М1 «Беларусь». В 3,3 км северо-восточнее от деревни железнодорожная станция Сафоново на линии Москва — Минск. Входит в состав Пушкинского сельского поселения.

## История
В годы Великой Отечественной войны деревня была оккупирована гитлеровскими войсками в сентябре 1941 года, освобождена в 1943 году.